# Запах мандарина (фильм)
«Запах мандарина» (фр. L'odeur de la mandarine) — французская мелодрама 2015 года, поставленная режиссёром Жилем Леграном. Фильм получил 2 номинации на соискание кинопремии «Сезар» в 2016 году. 

## Сюжет
Лето 1918 года. Война продолжалась ещё несколько месяцев, но для Шарля и Анжель всё уже позади. Он, кавалерийский офицер, потерявший на фронте ногу. Она, его домашняя медсестра, которая недавно потеряла первую свою большую любовь, отца своей дочери. Между Шарлем и Анжель, которых объединяет необходимость реабилитации, вспыхивают сильные чувства, которые перерастают в страстную любовь… 

## В ролях
| Актёр           | Роль     |
| --------------- | -------- |
| Оливье Гурме    | Шарль    |
| Джорджия Скальи | Анжела   |
| Димитри Сторож  | Леонард  |
| Элен Венсан     | Эмили    |
| Марин Валле     | Луиза    |
| Фред Улисс      | Фирмен   |
| Ромен Бутей     | нотариус |